# هاكوني إيكيدين
هاكوني إيكيدن Hakone Ekiden (箱根駅伝) ، والتي تسمى رسميًا بسباقة جامعات طوكيو ذهاباً و إياباً.  هو واحد من أبرز الماراثونات السنوية الذي يُعقد بين طوكيو وهاكوني في اليابان بين اليوم الثاني و الثالث (2 و 3) من شهر يناير. السباق يتم بثه على تليفزيون نيبون .
يتم تقسيم هذا السباق الذي يستمر يومين من أوتيماشي إلى هاكونين والعودة إلى خمسة أقسام في كل يوم.  نظرًا للاختلافات الطفيفة في الدورات، تبلغ مسافة اليوم الأول 108 كم في حين أن المسافة في اليوم الثاني هي 109.9 كم. 

## القواعد
يتم توفير خمسة أقسام بين طوكيو وهاكوني في كل اتجاه. يؤدي كل عداء قسمًا واحدًا، ويتناوب مع العداء التالي في المحطة. كل فريق لديه عشرة متسابقين، يركض كُل متسابق بوشاح و يقوم بتسليمه للمتسابق التالي الفريق في كل محطة.
إذا لم يتمكن العداء من الوصول إلى المحطة في غضون عشرين دقيقة بعد أن وصل أول عداء إليها، يبدأ عداء فريقه التالي بوشاح بديل، و يضاف فارق التوقيت إلى الوقت الكلي.

### المشاركة

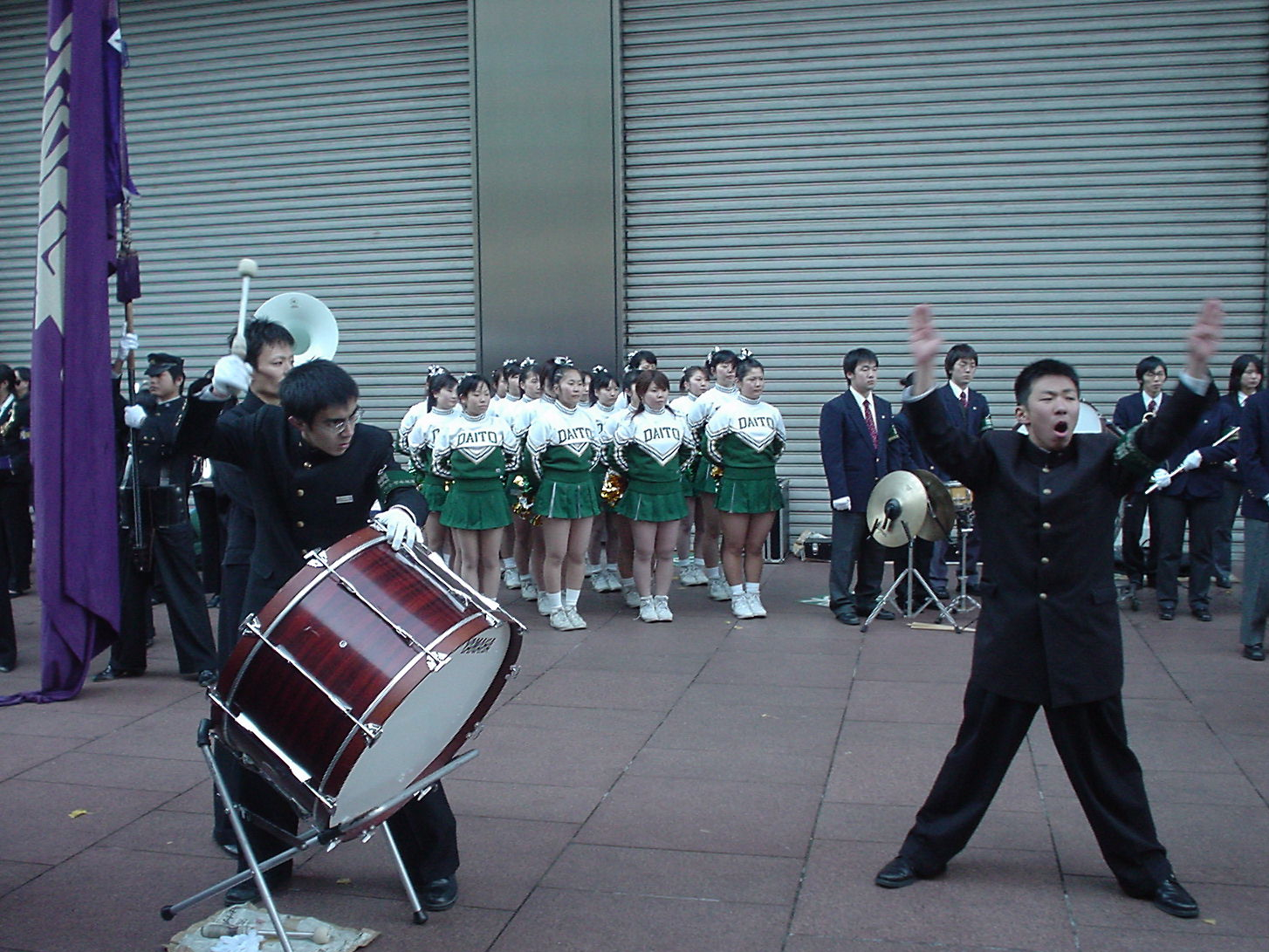
يوضح موظفو جامعة دايتو بونكا أن روح المدرسة هي جانب هام من جوانب هاكوني إيكيدين.

يُمكن لعشرين جامعة تنتمي إلى الاتحاد الرياضي لجامعات منطقة كانتو ، أن تُشارك في سباق إيكيدن. عشرة منهم هي فرق مؤهلة بحكم الانتهاء في المراكز العشرة الأولى في العام السابق (بالتزكية) . تتأهل تسعة فرق أخرى من خلال نتائج فريقها في تصفيات سباق هاكوني إيكيدن يوسينكاي 20 كم الذي يُعقد في أكتوبر السابق للسباق. أخر فريق هو فريق الطلاب المتحد لمنطقة جامعات كانتوا، وهو مكون من أول عدائين في الفرق التي لم تفز في سباق ال 20 كم.

### الفرق المؤهلة بالتزكية
كُل الفرق التي فوق المرتبة الحادية عشر في سباق الهاكوني إيكيدين، تفوز بالتزكية و تستطيع الالتحاق بسباق الهاكوني إيكيدنفى العام التالي مباشرتاً.

### الإنسحاب
إذا إنسحب عداء في طريقه إلى المحطة بسبب حادث، يعامل فريقه على أنه منسحب أيضاً. على الرغم من أنه قد يتم تشغيل المتسابقين في الأقسام التالية، إلا أن أوقاتهم لن يتم تسجيلها رسميًا.